# Socialismo de guildas
O socialismo de guildas é um movimento político que defende o controle operário da indústria por meio de guildas "em uma relação contratual implícita com o público". Ele é originário do Reino Unido e foi o mais influente no primeiro quarto do século XX. Ele tem sido fortemente associado a G. D. H. Cole e influenciado pelas ideias de William Morris.

## Origens
O socialismo de guildas encontra sua origem no livro do socialista cristão Arthur Penty (1875-1937) intitulado The restoration of the Guild system, publicado em 1906, no qual ele se opôs à produção fabril e defendeu o retorno a um período anterior da produção artesanal, organizado por guildas. A partir de 1907, o jornal The New Age, fundado por AR Orage (1873-1934) milita a favor do socialismo de guilda, adaptação do sistema Penty, no contexto da indústria moderna e não da atmosfera medieval favorecida por Penty e inspirada pelo socialismo federalista de William Morris.

## História
A teoria do socialismo de guilda foi desenvolvida e popularizada por G. D. H. Cole, que formou a National Guilds League em 1915 e publicou vários livros sobre socialismo de guilda, incluindo Self-Government in Industry (1917) e Guild Socialism Restated (1920). A National Building Guild foi estabelecida após a Primeira Guerra Mundial, mas entrou em colapso depois que o financiamento foi retirado em 1921.:110